# Mesnil-en-Arrouaise
Mesnil-en-Arrouaise é uma comuna francesa na região administrativa de Altos da França, no departamento de Somme. Estende-se por uma área de 6,5 km². Em 2010 a comuna tinha 124 habitantes (densidade: 19,1 hab./km²).